# Honigbier
Mit Honigbier bezeichnet man Bier, das unter Zugabe von Honig gebraut wird. Der Honig wird zur Würze oder zum Jungbier zugegeben, wodurch sein Zucker mitvergoren und das Bier nur wenig süßer wird. 
Alternativ kann fertiges Bier erhitzt und damit pasteurisiert und dann der Honig zugegeben werden. Dabei handelt es sich dann eigentlich um ein Biermischgetränk, das inoffiziell auch Honigbier genannt wird. Dieses hat einen kräftig süßen Honiggeschmack. Der Alkoholgehalt von Honigbier schwankt je nach Sorte zwischen 4,9 % und 8 %.
Bereits die Germanen setzten ihrem aus Emmer und Gerste gebrauten Bier Honig zu, angelehnt an den Honigwein Met. Dies wurde bei der Untersuchung germanischer Trinkhörner festgestellt. Zu den Bedingungen des Mittelalters (vor der Entdeckung des Hopfens für das Brauen) war das Honigbier länger haltbar, da Honig natürliche, von den Bienen übernommene Konservierungsstoffe enthält. 
Heutige Handelsnamen lehnen an die Farbe des Getränks (GoldenDark), an den Honigwein (Mede) an oder übernehmen Bezug auf Germanen und nordische Stämme, wie Wikingerbier, Odinbräu.